# Німоразол
Німоразол — синтетичний антибіотик та антипротозойний препарат з групи нітроімідазолів для перорального застосування.

## Фармакологічні властивості
Німоразол — синтетичний антибіотик та антипротозойний препарат з групи нітроімідазолів широкого спектра дії. Препарат має бактерицидну дію, що пов'язана з порушенням процесів реплікації ДНК у клітинах бактерій та найпростіших. До препарату чутливі трихомонади, амеби, лямблії, анаеробні бактерії, у тому числі Gardnerella vaginalis та Bacteroides spp.

### Фармакокінетика
Після прийому всередину німоразол швидко всмоктується, біодоступність препарату — ~100%. Максимальна концентрація в крові досягається протягом 25 годин після прийому всередину. Високі концентрації німоразол створює у більшості тканин та рідин організму. Німоразол проникає через плацентарний бар'єр та виділяється в грудне молоко. Метаболізується препарат в печінці з утворенням активних метаболітів. Виводиться німоразол з організму переважно нирками. Період напіввиведення препарату не досліджений, немає даних про збільшення тривалості виведення препарату при нирковій недостатності.

## Показання до застосування
Німоразол показаний при захворюваннях, викликаних трихомонадами, лямбліозі, амебіазі, гострому виразково-некротичному ґінґівіті, вагінозі, викликаному Gardnerella vaginalis.

## Побічна дія
При застосуванні німоразолу можливі наступні побічні ефекти: нечасто нудота, печія, блювання, металевий присмак в роті, ґлосит, стоматит; рідко запаморочення, сонливість, полінейропатії, висипання на шкірі, транзиторна лейкопенія, потемніння сечі, печія в уретрі.

## Протипокази
Німоразол протипоказаний при підвищеній чутливості до нітроімідазолів, органічних захворюваннях нервової системи, захворюваннях крові, важких порушеннях функції печінки та нирок, вагітності та годуванні грудьми, дітям до 5 років.

## Форми випуску
Німоразол випускається у вигляді таблеток по 0,5 г.